# Epiplema flavicata
Epiplema flavicata är en fjärilsart som beskrevs av W. Warren 1907. Epiplema flavicata ingår i släktet Epiplema och familjen Uraniidae. Inga underarter finns listade i Catalogue of Life.